# Ткач Ігор Михайлович
І́гор Миха́йлович Тка́ч (7 серпня 1997, с. Суворовське, Тульчинський район — 1 березня 2023, с. Спірне, Донецька область) — український військовослужбовець, старший солдат 14 БрОП Національної гвардії України, учасник російсько-української війни.

## Життєпис
Народився 7 серпня 1997, с. Суворовське Тульчинського району. Виховувався в сім'ї дідуся Дмитра Володимировича та бабусі Галини Володимирівни. 3 2003 по 2012 роки навчався в Суворовській загальноосвітній школі I—II ступенів № 1. Після закінчення дев'ятого класу в 2012 році вступив до Тульчинського ВПУ № 41, яке закінчив у 2015 році, здобув  спеціальність слюсаря-ремонтника, водія автотранспортних засобів (С). Працював вантажником на складі готової продукції у ТОВ «Вінницька птахофабрика».
З 2017 по 2019 роки проходив строкову службу в Збройних Силах України в місті Івано-Франківськ. Старший солдат, був старшим водієм 2 взводу розвідки спеціального призначення роти розвідки спеціального призначення військової частини А3028 Західного ОТО Національної гвардії України.
З початком повномасштабного вторгнення російської федерації на територію України наш земляк у березні 2022 року  призваний до лав Збройних Сил України, був старшим водієм 2 взводу розвідки спеціального призначення роти розвідки спеціального призначення військової частини А3028 Західного ОТО Національної гвардії України.

## Загибель
Загинув у районі населеного пункту Спірне Донецької області, потрапив під мінометний обстріл.
Залишилися дружина Ганна та син.

## Нагороди
- Нагороджений орденом «За мужність» ІІІ ступеня[1].